# Angličané

Migrace Anglů (oranžově), Sasů (modře) a Jutů (zeleně) na Britské ostrovy kolem roku 500 našeho letopočtu

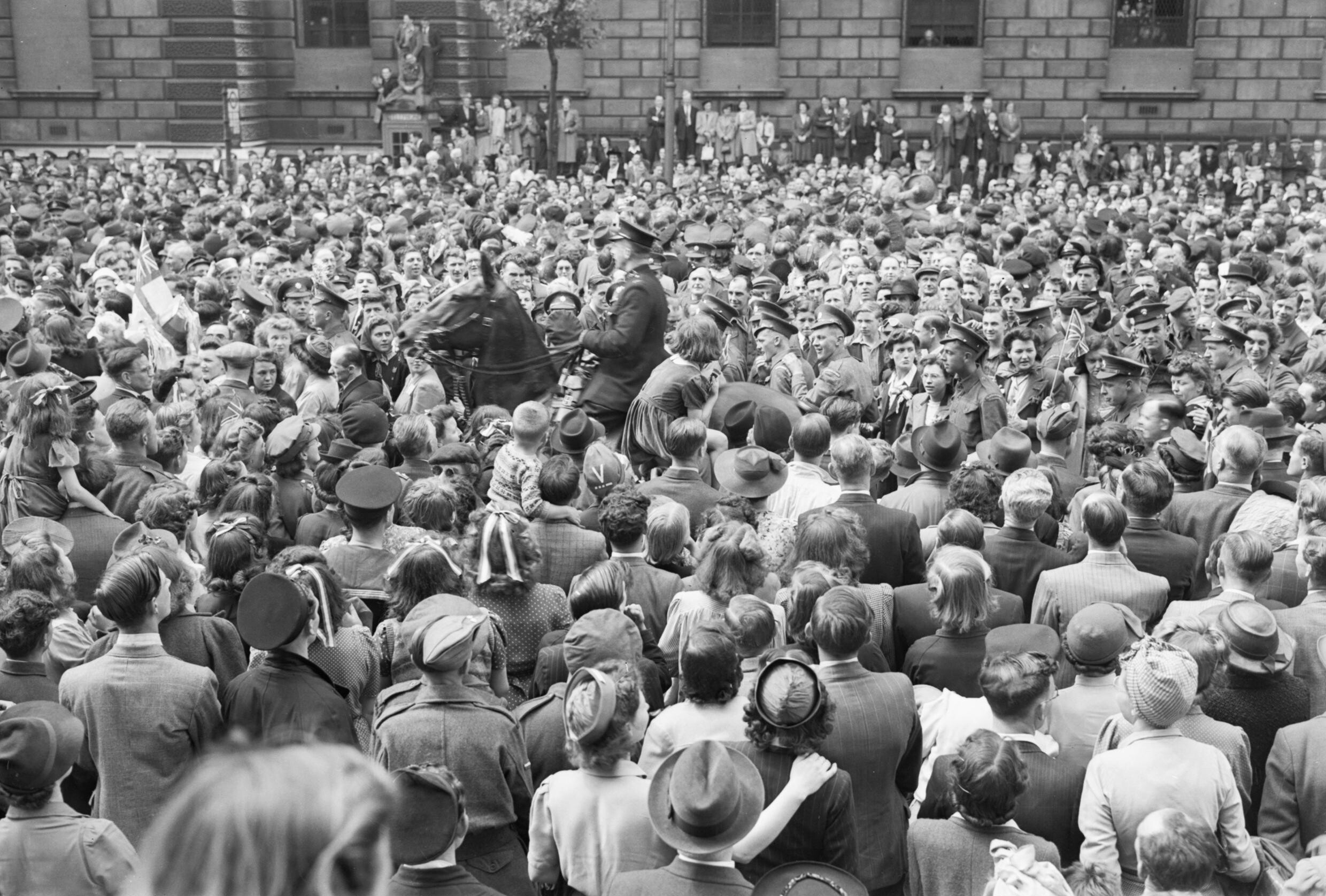
Oslavy vítězství v Londýně, lidé očekávají projev premiéra Churchilla, 8. května 1945

Angličané (anglicky English people) jsou základní germánskou etnickou složkou v Anglii, jednou ze zemí Spojeného království. Jejich jazykem je angličtina – germánský jazyk, který se stal nejpoužívanějším dorozumívacím prostředkem po celém světě. Celkový počet Angličanů je okolo 60 milionů, z toho 45 mil. v Anglii. Jejich potomci žijí např. v USA, Kanadě, Austrálii, Novém Zélandu či Jižní Africe.
Formovali se po staletí z řad kmenů a národností na území Anglie, Skotska a Walesu, jako byli Britonové, ovlivnění Římany, které během stěhování národů Anglové, Sasové, Jutové a část Frísů částečně asimilovali nebo zatlačili do oblastí Skotska, Walesu a Cornwallu. Mezi 7. a 10. stoletím vznikla anglosaská národnost, ze které se do 12. století pod vlivem vikingů a Normanů vytvořila národnost anglická. Angličané jsou potomci anglosaských kmenů ze severního Německa.

## Osobnosti
Základy moderní fyziky vystavěl Isaac Newton, biologie Charles Darwin. Studiemi elektromagnetismu otevřel před moderní vědou široké obzory Michael Faraday. Rozhodující pokroky v oblasti informatiky učinil Alan Turing. Tim Berners-Lee vynalezl systém World Wide Web. James Prescott Joule zkoumal vztah tepla, práce a energie. Asi nejslavnějším vědcem moderní doby byl Stephen Hawking. Otcem imunologie a objevitelem první vakcíny historie, vakcíny proti pravým neštovicím, byl Edward Jenner. John Dalton rozvinul moderní atomovou teorii. Charles Babbage a Ada Lovelace jsou jedněmi z vynálezců počítače. Autorem vlivné teorie „sobeckého genu“ je Richard Dawkins. Joseph John Thomson objevil elektron. Astronom Edmund Halley dal jméno nejznámější kometě. Robert Hooke formuloval zákon o přímé úměrnosti velikosti deformace a napětí v deformovaném tělese. William Harvey objevil krevní oběh, Henry Cavendish vodík, zakladatelem elektrochemie byl Humphry Davy. Zakladatelem rentgenové spektroskopie byl William Lawrence Bragg (narozený v Austrálii). Joseph Priestley objevil oxid uhličitý a kyslík. Předchůdcem informatiky byl matematik George Boole. K objevu struktury DNA výrazně přispěla Rosalind Franklinová. George Stephenson vynalezl parní lokomotivu. Za prosazení evoluční teorie se rval Thomas Henry Huxley. Vznik fotografie by nebyl možný bez díla chemika a fyzika Johna Herschela. Matematik G. H. Hardy předložil zásadní příspěvky o teorii čísel. Jane Goodallová proslula svým výzkumem šimpanzů. Jev interference světla vysvětlil Thomas Young. Antisepsi do lékařství zavedl Joseph Lister. Matematik John Couch Adams předpověděl čistě na základě výpočtů objev planety Neptun. Matematik Andrew Wiles podal důkaz Velké Fermatovy věty. William Oughtred zkonstruoval logaritmické pravítko. Arthur Eddington svými měřeními během zatmění Slunce prokázal platnost Einsteinovy obecné teorie relativity – tu dnes rozvíjí například Roger Penrose. Zakladatelem sporné eugeniky byl Francis Galton. Fred Hoyle plamenně odmítl teorii Velkého třesku, nicméně dal jí jméno. Průkopníkem ve výzkumu světla jako zdroje energie je William Crookes. Výzkum magnetismu a elektřiny zahajoval William Gilbert. Možnosti vektorové analýzy objevil Oliver Heaviside. Pojem „dinosaurus“ zavedl Richard Owen. Chronofotografickou techniku vyvinul Eadweard Muybridge. Matematik John Venn stvořil tzv. Vennovy diagramy, široce použitelné napříč obory. Thomas Newcomen sestrojil stroj pro čerpání vody z dolů. První funkční parní lokomotivu sestrojil Richard Trevithick. Matematickou statistiku zakládal Ronald Fisher. William Lassell objevil Saturnův měsíc Triton. Neurolog Oliver Sacks proslul literárním zpracováním svých případů a popularizací výzkumu mozku. Nobelovu cenu za fyziku získali Paul Dirac, James Chadwick, John William Strutt, William Henry Bragg, Peter Higgs, Charles Glover Barkla, Owen Willans Richardson, Edward Victor Appleton, George Paget Thomson, Patrick Maynard Stuart Blackett, Cecil Powell, Martin Ryle, Nevill Mott, Anthony James Leggett a Antony Hewish. Za chemii Francis William Aston, Dorothy Hodgkinová, Frederick Soddy, Walter Haworth, Robert Robinson, Harold Kroto a John Kendrew. Za fyziologii Francis Crick, Maurice Wilkins, Andrew Fielding Huxley, Alan Lloyd Hodgkin, Charles Scott Sherrington, Henry Hallett Dale, Peter Mansfield, John Sulston, Paul Nurse, Tim Hunt, Richard John Roberts, John Vane, Rodney Robert Porter a Edgar Douglas Adrian.
Nejctěnějšími anglickými filozofy jsou Thomas More, Francis Bacon a John Locke, politickými filozofy pak Thomas Hobbes, John Stuart Mill a Thomas Paine. Klíčovým představitelem analytické filozofie 20. století je Bertrand Russell. Jedním z největších ekonomů a mužem, jenž měl rozhodující vliv na euro-americkou hospodářskou politiku třiceti zázračných let po druhé světové válce byl John Maynard Keynes. Jedním ze zakladatelů sociologie byl Herbert Spencer. Zakladatelkou feministické filozofie byla Mary Wollstonecraftová. Klasikem demografie je Thomas Robert Malthus, ekonomie David Ricardo, mj. autor teorie komparativní výhody tvrdící, že vzájemný mezinárodní obchod je vždy výhodný pro všechny strany, či Alfred Marshall. Archeolog Howard Carter objevil Tutanchamonovu hrobku, jeho kolega Arthur Evans vykopal palác v Knóssu na Krétě. Středověký teolog William Ockham sehrál významnou roli ve vývoji logiky a moderního vědeckého myšlení (viz Ockhamova břitva). Jednou z klíčových osobností středověké scholastiky byl také Anselm z Canterbury. Beda Ctihodný založil anglickou historiografii, klasickou práci o dějinách starého Říma předložil Edward Gibbon. Filozofii utilitarismu založil Jeremy Bentham. Svým důrazem na experiment otevřel dveře vědě pozdní scholastik Roger Bacon. Matematiku a filozofii ve svém díle kloubil Alfred North Whitehead. Významným historikem umění byl John Ruskin. Nobelovu cenu za ekonomii získal Ronald Coase. Edward Bradford Titchener patřil k zakladatelům psychologie.
Nejslavnějším dramatikem všech dob je William Shakespeare. Klasiky anglické literatury jsou Charles Dickens, George Gordon Byron, Geoffrey Chaucer, George Orwell, Jane Austenová, Virginia Woolfová, William Blake, John Milton, John Keats, Emily Brontëová, Charlotte Brontëová, Percy Bysshe Shelley, Thomas Hardy, Samuel Taylor Coleridge, Graham Greene, Alexander Pope, George Eliot, David Herbert Lawrence, William Somerset Maugham, William Makepeace Thackeray, Samuel Johnson, Wystan Hugh Auden, Ben Jonson, Christopher Marlowe, John Donne, John Dryden, Edward Morgan Forster, Henry Fielding, Elizabeth Barrettová-Browningová, Anthony Burgess, Robert Graves, Salman Rushdie či Joseph Addison. Nobelovu cenu za literaturu získali Thomas Stearns Eliot, Doris Lessingová, Harold Pinter, William Golding, John Galsworthy a Patrick White.
Angličané se ovšem prosadili i v populární literatuře. Králem detektivek je Agatha Christie. K zakladatelům tohoto žánru patří Gilbert Keith Chesterton, k jeho dalším významným představitelům Raymond Chandler. Klasiky sci-fi jsou Herbert George Wells, Arthur Charles Clarke či Aldous Huxley. Joanne Rowlingová stvořila nesmírně oblíbenou postavu malého kouzelníka Harryho Pottera. Autorem nejslavnější fantasy ságy Pán prstenů je John Ronald Reuel Tolkien, v jeho stopách Úžasnou zeměplochou jde Terry Pratchett, Zlatým kompasem Philip Pullman. Mary Shelleyová stvořila postavu Frankensteina, Rudyard Kipling Mauglího. Jako první velký dobrodružný román je dnes vnímán Robinson Crusoe Daniela Defoea. Nejslavnějšího tajného agenta všech dob, Jamese Bonda, stvořil Ian Fleming. Špionážní romány proslavily ovšem i Johna le Carré. V oblasti dětské literatury zaujal díky své Alence v říši divů post klasika Lewis Carroll, díky Medvídkovi Pú Alan Alexander Milne, věhlas získala i Enid Blytonová či Beatrix Potterová. Klasikem humoristické literatury je Douglas Adams, autor proslulého Stopařova průvodce galaxií. V humoristické literatuře nelze přehlédnout ani Jerome Klapku Jeromeho, Pelhama Grenville Wodehouse, Evelyn Waugha či Kingsleyho Amise. Ne tak dávno přibyla do této sestavy Helen Fieldingová se svou Brigitt Jonesovou. Nejznámějším anglickým komiksovým autorem je Alan Moore.
K nejznámějším anglickým malířům patří romantický krajinář William Turner. William Hogarth založil žánr karikatury. Nejvlivnější výtvarnou skupinou v anglických dějinách byli tzv. prerafaelité. K členům tohoto bratrstva patřili Dante Gabriel Rossetti nebo John Everett Millais. S bratrstvem byl úzce spjat dyzajnér William Morris. Neslavnějším anglickým sochařem je patrně Henry Moore.
Nejproslulejším anglickým architektem je Christopher Wren, mj. stavitel katedrály sv. Pavla v Londýně, z moderních architektů pak Norman Foster.
Nejslavnějším tvůrcem muzikálové hudby všech dob a patrně i nejslavnějším anglickým hudebním skladatelem je Andrew Lloyd Webber. V klasické hudbě to je Henry Purcell, ve 20. století pak Benjamin Britten a Gustav Holst. Angličané se ze všech evropských národů nejvíce prosadili v moderní populární hudbě. Mezi skupinami vytvořili právě ty nejslavnější Angličané. Na prvním místě jsou to zajisté Beatles, se čtyřmi hlavními členy: John Lennon, Paul McCartney, George Harrison a Ringo Starr. Neméně slavnou se stala kapela Queen, jejímiž centrálními osobnostmi byli Freddie Mercury a Brian May. Další z legendárních skupin byli Rolling Stones s Mickem Jaggerem v čele, Pink Floyd s Davidem Gilmourem, Led Zeppelin s Jimmym Pagem a Robertem Plantem, Genesis s Philem Collinsem a Peterem Gabrielem, Dire Straits s Markem Knopflerem. Britské kořeny měla i kapela Bee Gees – Robin Gibb se narodil na ostrově Man, Andy v Anglii, ale poté se rodina přemístila do Austrálie a proto byla kapela bratrů Gibbových nakonec vnímána především jako australská. Průkopníky žánru heavy metal byli Black Sabbath s Ozzy Osbournem a Iron Maiden s Brucem Dickinsonem. Nejslavnější dívčí kapelou byly Spice Girls (nejznámější z pěti interpretek se nakonec stala Victoria Beckham, svou rolí ve světě módy i manželstvím s fotbalovou hvězdou Davidem Beckhamem). Významnými skupinami byli i Depeche Mode, Oasis, Coldplay, Def Leppard, nebo Radiohead. Kytaristou v americké kapele Guns N' Roses byl Slash. Z individuálně vystupujících umělců se klasiky pop-music a rocku stali David Bowie, Elton John, Eric Clapton, Joe Cocker, Sting, George Michael, Rod Stewart, Mike Oldfield či zejména v rodné Anglii populární Cliff Richard. V nedávné době se proslavili Robbie Williams, James Blunt, Dido či Adele.
Nejslavnějším hercem němé éry se stal Charlie Chaplin. K dalším ikonám světového filmového umění patří Elizabeth Taylorová, Michael Caine, Laurence Olivier, Cary Grant, Peter Ustinov. Tři Oscary má Daniel Day-Lewis. Role inspektora Clouseaua proslavila Petera Sellerse. Role v Pánu prstenů udělala globální celebritu z Christophera Lee, Orlando Blooma či Iana McKellena, série o Harrym Potterovi proslavila Emmu Watsonovou, Daniela Radcliffa, Gary Oldmana, Richarda Griffithse a Alana Rickmana, série Matrix Hugo Weavinga, velkofilm Titanic Kate Winsletovou, komediální cyklus o Mr. Beanovi Rowana Atkinsona, série o Jamesi Bondovi především Daniela Craiga, Judi Denchovou a Rogera Moorea, seriál Doktor House Hugh Laurieho, sága Stmívání Roberta Pattinsona. K legendám patří i Bob Hoskins, Donald Pleasence, Malcolm McDowell, Christian Bale, Ben Kingsley, Jeremy Irons, Alec Guinness, Colin Firth, Emma Thompsonová, Helen Mirrenová, Hugh Grant či David Niven. Jacqueline Bisset zůstane pro většinu Středoevropanů už asi navždy především kráskou z belmondovské klasiky Muž z Acapulca. K proslulé komické skupině Monty Python patřili herci John Cleese, Michael Palin, Graham Chapman či Eric Idle. Megahvězdou současnosti je Keira Knightleyová. Jako Spiderman se v posledních letech proslavil Andrew Garfield, v sérii Mission: Impossible a Star Trek Simon Pegg. Brutální komika je typická pro Sachu Barona Cohena.
V modelingu proslula Naomi Campbell či Kate Moss. Legendou dokumentárních pořadů BBC je zoolog David Attenborough. Další televizní hvězdou, která překročila hranice Británie, je kuchař Jamie Oliver, moderátor motoristického pořadu Jeremy Clarkson či porotce Simon Cowell z formátů typu Pop Idol.
Nejslavnějším anglickým filmovým režisérem je Alfred Hitchcock. Dva Oscary má režisér Richard Attenborough, jednoho si odnesl Anthony Minghella, John Schlesinger, Ken Russell a Tony Richardson. Představitelem britské nové vlny byl Lindsay Anderson. Mnoho populárních snímků natočil Ridley Scott. Terry Gilliam vždy nalezl zcela osobitou poetiku. Richard Curtis je králem romantických komedií. Ken Loach točil především sociální dramata. K nejúspěšnějším režisérům současnosti patří Christopher Nolan či Danny Boyle. Guy Ritchie proslul novým, dosti hollywoodským pojetím Sherlocka Holmese (kteroužto postavu, jež je jedním ze symbolů Anglie, ovšem stvořil Skot).
K nejvýznamnějším politickým osobnostem anglických dějin patří Winston Churchill, Margaret Thatcherová, královny Alžběta I. a Viktorie, Vilém I. Dobyvatel, Oliver Cromwell. Bojem za ženské volební právo proslula Emmeline Pankhurstová.
Klíčovou náboženskou osobností anglických dějin je Thomas Cranmer, který sehrál zásadní roli při vzniku britského protestantismu. Předznamenalo ho již dílo Jana Viklefa. Významným kazatelem byl John Bunyan. John Wesley založil metodismus. Vlivným středověkým mágem byl John Dee, nejslavnějším mágem moderním je Aleister Crowley. Jako kritik náboženství proslul ateistický aktivista Christopher Hitchens.
Nobelovu cenu za mír získal William Randal Cremer. Zakladatelkou moderní zdravotní pomoci po boku lékařské péče byla Florence Nightingalová.
Angličané patřili k národům, které se věnovali objevitelským plavbám, mezi nejslavnějšími cestovateli a námořníky světa nacházíme proto jména jako James Cook, Francis Drake, Henry Hudson, Richard Francis Burton, George Vancouver či Walter Raleigh. Slavným pirátem byl Černovous. Polárníky byli James Clark Ross či Robert Falcon Scott, jenž zahynul při dobývání jižního pólu.
Richard Branson je zakladatelem podnikatelské skupiny Virgin.
Lewis Hamilton je sedminásobný mistr světa ve Formuli 1, jeden titul má James Hunt, Nigel Mansell, Jenson Button a Damon Hill. Fotbalovými legendami jsou Bobby Charlton a Bobby Moore.